# Variationen über ein Schweizer Lied

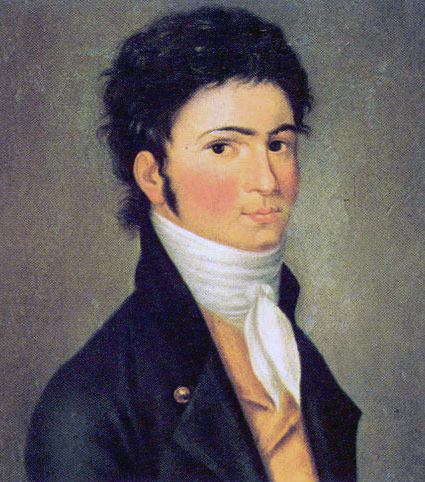
Ludwig van Beethoven 1801

Die Sechs Variationen über ein Schweizer Lied WoO 64 sind ein zu Beginn der 1790er-Jahre entstandenes, frühes Variationenwerk Ludwig van Beethovens für Klavier oder Harfe.
Dem 11-taktigen, von Beethoven in strenger Zweistimmigkeit gesetzten Thema liegt ein 1781 veröffentlichtes Schweizer Volkslied zugrunde. Sein Text lautet: Es hätt’ e’ Buur e’ Töchterli, mit Name heißt es Babeli, sie hätt’ e paar Zöpfeli, sie sind wie Gold, drum ist ihm auch der Dusle hold.
Die Sechs Variationen über ein Schweizer Lied sind Beethovens zweiter Variationenzyklus (bereits um 1782 entstanden die Dressler-Variationen WoO 62 auf einen Marsch von Ernst Christoph Dressler). Sie werden auf 1790 bis 1792 datiert und entstanden noch zu Beethovens Bonner Zeit vor der Übersiedelung nach Wien. Wegen ihrer Kürze und den geringen pianistischen Anforderungen werden die in F-Dur stehenden Variationen bis heute häufig im Klavierunterricht verwendet.
Die Originalhandschrift wird im Bonner Beethoven-Haus aufbewahrt. Wegen der sorgfältigen Handschrift, die stark von derjenigen späterer Manuskripte Beethovens abweicht, war zeitweilig die (inzwischen jedoch gesicherte) Echtheit bezweifelt bzw. die Abschrift eines Kopisten angenommen worden. Der Erstdruck erschien 1798 im 5 Jahre zuvor in Bonn gegründeten Verlag von Nikolaus Simrock.